# Улица Пярнамяэ
Улица Пя́рнамяэ, также Пя́рнамяэ-те́э и Пя́рнамяэ те́э (эст. Pärnamäe tee — улица Липовой горы) — улица в Таллине, столице Эстонии.

## География
Пролегает в микрорайонах Иру, Лайакюла, Лепику и Мяхе района Пирита. Начинается от Нарвского шоссе, недалеко от моста Иру через реку Пирита, идёт около 4 километров на северо-северо-запад в пределах Таллина, затем проходит около 2 километров от границы города с деревней Пярнамяэ до пересечения улиц Айанди и Лубья. Самые протяжённые улицы, с которыми пересекается улица Пярнамяэ, это Клоостриметса и Рандвере.
Протяжённость улицы — 4061 м.

## История
Своё название улица получила 6 октября 1953  года по одноимённой деревне, с эстонского языка оно переводится как Липовая гора.
Улица Пярнамяэ является одной из распределительных магистралей, соединяющей микрорайон Ласнамяэ и волость Виймси. Генплан района Пирита предусматривает перспективное расширение улицы Пярнамяэ таким образом, чтобы две полосы проходили в обоих направлениях. Согласно генаплану, территория вдоль улицы Пярнамяэ будет сохранена как зелёный коридор от улицы Кылвику до Нарвского шоссе.

## Общественный транспорт
По улице курсируют городские автобусы маршрутов № 8, 34, 38 и 49 коммерческие автобусы V6, V7, V7A, V8 и V9, обслуживающие уездные линии.

## Застройка

Отель «Ecoland» на перекрёстке улиц Пярнамяэ и Рандвере в 2010 году

Улица Пярнамяэ имеет очень редкую застройку; в основном это частные жилые дома и дачи, построенные в 20-м столетии.
С улицей Пярнамяэ граничит одноимённое кладбище, самое большое в Таллине, получившее своё название по названию улицы.
В начале улицы, на перекрёстке с улицей Лиллеору, расположен — торговый центр «Пярнамяэ» (Pärnamäe Keskus, улица Пярнамяэ 4); построен в 2016 году. На перекрёстке улиц Пярнамяэ и Рандвере находится гостиница «Ecoland SPA Hotel» (улица Рандвере 115); здание построено в 1978 году.